# 肉部
肉部（）は、漢字を部首により分類したグループの一つ。
康熙字典214部首では130番目に置かれる（6画の13番目、未集の13番目）。
日本ではにく、特に偏としてはにくづきと称される。

## 概要
「肉」字は動物の肉を意味し、切り取った肉片の形に象る。これに対して人間の肉は「肌」字で表されたが、漢代以降は「肉」字で人間の筋肉も意味するようになった。引き伸ばして果実の皮をむいた実の部分、璧（玉器の一つ）や貨幣の穴でない縁の部分を指した。現代中国語（普通話）で単に「肉」といった場合、「豚肉」を指すのが一般的であり、その他の肉は「牛肉」「羊肉」「鶏肉」のように動物名をつけて表す。
偏旁の意符としては人や動物の体や臓器、幼体の生育、肥痩や負傷・病気による体の変化、肉食、祭祀といったものに関わることを示す。このとき「月」といった形に変えて使われるが、各国によって僅かに字形が異なる（下記参照）。ただし脚にあるものの一部には「腐」のように「肉」のまま使われるものもある。
肉部はこのような意符を構成要素とする漢字を収める。
なお「有」の「月」は「肉」に由来するが、この部首ではなく月部に収録されている。

## 字体のデザイン差
偏旁の「肉」は「月」形に変えられて用いられるが、その字形は歴史的・地理的に僅かに異なり、月部の「月」形と統一しようとするものと、区別しようとするものがある。

### 月と舟と肉を区別（康熙字典）
印刷書体（明朝体）のうち『康熙字典』は、月部の「月」（これも月由来の「月」と舟由来の「月」（ふなづき）の二つがある）と区別しようとしており、肉月は内部の横棒が右端に付いた形、つきの月は横棒の終端が右端の縦画に付かずに空いた形、舟月は内部を2点とする。どの「月」も1画目は偏や旁の位置にあるときは払いであるが、脚の位置にあるときは縦棒となる。ついでに言えば、日本で甲冑の「冑（冂部、字音はチウ、かぶとの意）」は肉部の「胄（字音はチウ、後継者の意）」とよく間違えられるが、これは内部の横棒の両端が空いた形である。

### 月・舟・肉を統一（日本・中国）
日本の新字体・中国の新字形は、肉月もつきの月も舟月も同じ横棒が縦画にくっつく形に統一している。外形の1画目は康熙字典と同じく、偏・旁にあるときは払い、脚にあるときは縦棒となる。肉月だけに関しては康熙字典と同じ字形といえる。

### 月・舟と肉を区別（台湾・香港）
台湾の国字標準字体・香港の常用字字形表は、つきの月と舟月を横棒が縦画にくっつく形に統一しながらも、これを肉月とは区別している。肉月は内部の上画をゆるい傾斜の点、下画をゆるい傾斜のはね（提）、つまり「ン」形とする。このため肉月を「提肉旁」と呼んでいる。ただし台湾と香港で僅かな差異があり、台湾ではどの位置にあるときも提肉旁であり、脚の位置にあっても1画目を払いとするが、香港では旁および脚の位置にあるときはつきの月と同じく横棒が縦画につき、しかも、外形の1画目を縦棒とする（旁のときも）。コンピュータ上でWindowsが装備するフォント細明體・新細明體 (PMingLiU・MingLiU) は5.03版（Windows Vista 標準装備）以降でないと台湾の国字標準字体に対応しておらず、それ以前の版では康熙字典体で表される。

## 部首の通称
- 日本：にく・にくづき
- 中国：月字旁（肉字旁）
- 韓国：고기육부（gogi yuk bu、にくの肉部）・고기육변（gogi yuk byeon、にくの肉の偏）・육달월（yuk dal wol bu、肉のつきの月）
- 英米：Radical meat

## 部首字
肉
- 中古音
  - 広韻 - 如六切、屋韻、入声
  - 詩韻 - 屋韻、入声
  - 三十六字母 - 日母
- 現代音
  - 普通話 - 拼音: ròu 注音: ㄖㄡˋ ウェード式：jou4
  - 広東語 - 粤拼: juk6 イェール式:yuk6
- 日本語 - 音：ジク（漢音）・ニク（呉音） 訓：しし
- 朝鮮語 - 音：육 (yuk) 訓：고기（gogi、肉）

小篆

## 例字
| 画数 | 例字                                                     |
| ---- | -------------------------------------------------------- |
| 0    | 肉                                                       |
| 2    | 肌・肋                                                   |
| 3    | 肝・肛・肓・肖・肘・肚                                   |
| 4    | 育・肩・股・肯・肱・肴・肢・肥・肪                       |
| 5    | 胃・胤・胡・胛・胥・胙・胎・胆・胝・背・肺・胚・胞（胞） |
| 6    | 胸・脅・脇・胯・胱・脂・脆・脊・胴・能・脈（脈）         |
| 7    | 脚・脛・脩・脱・脯                                       |
| 8    | 腋・腔・腎・脹・脾・腐・腑・腕                           |
| 9    | 腫・腥・腺・腸・腦（脳6）・腹・腰                        |
| 10   | 膈・膏・腿・膀・膜・膂                                   |
| 11   | 膠・膝・膵・膣・膚・膩・膳・膨                           |
| 13   | 臆・膾・臀・膿・臂                                       |
| 14   | 臍・臑・臘                                               |
| 17   | 臟（臓15）                                               |